# Manuscrito

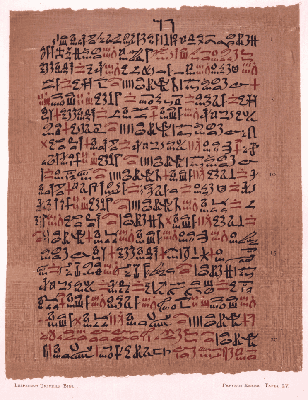
Manuscrito: fragmento del Papiro Ebers.

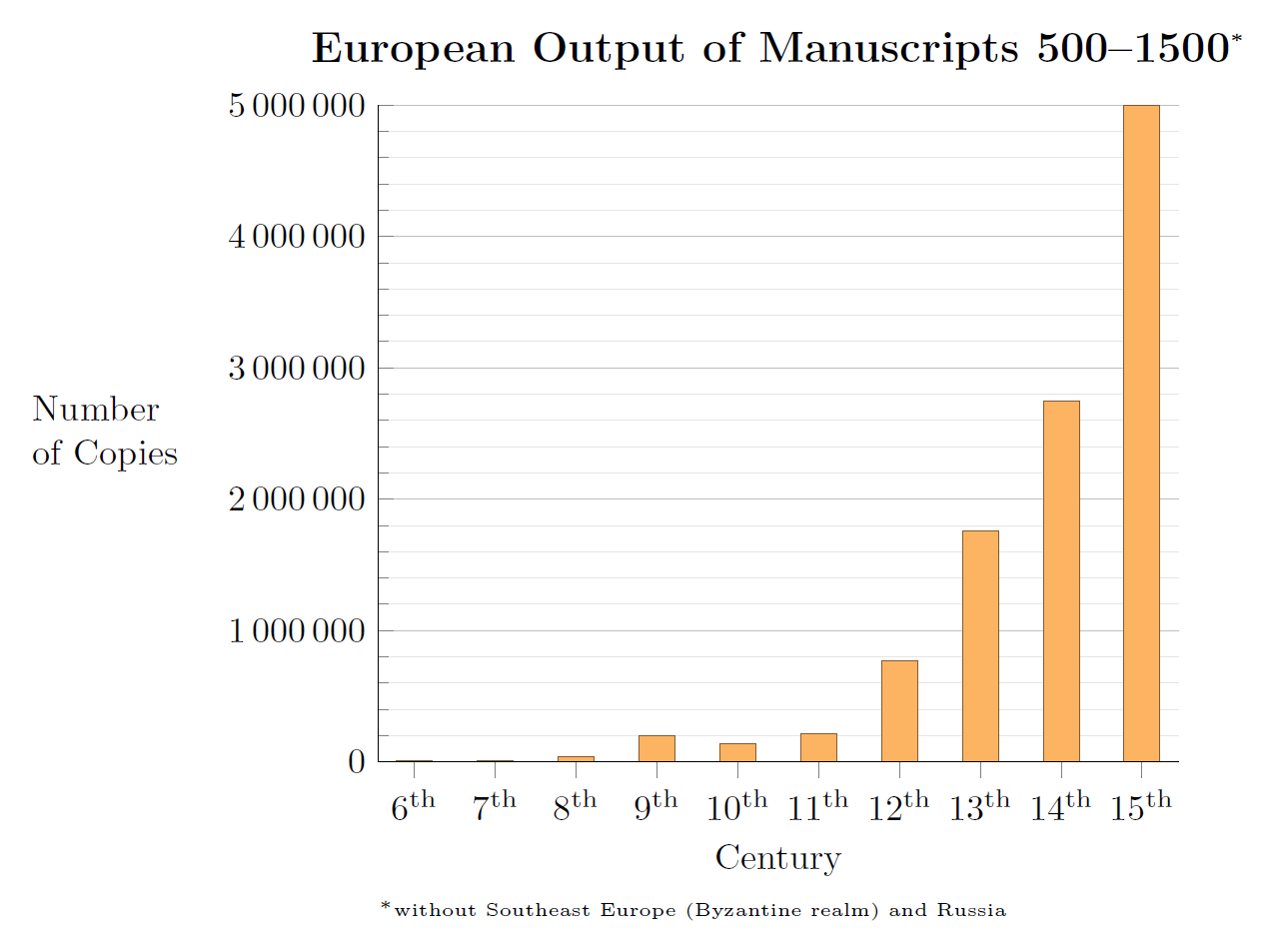
Producción de manuscritos entre los años 500 y 1500

Un manuscrito (del latín manu scriptum, que significa ‘escrito a mano’) es un documento que contiene información escrita a mano sobre un soporte flexible y manejable (por ejemplo: el papiro, el pergamino o el papel), con materias como la tinta de una pluma, de un bolígrafo o simplemente el grafito de un lápiz. El manuscrito no tiene que ser necesariamente antiguo; una carta es un ejemplo de manuscrito moderno. Generalmente, con ese nombre se hace referencia a escritos realizados por la mano de escritores importantes en cualquier campo del saber.
Se denomina inscripción al texto que se graba en piedra, metal u otro material duro.

## Historia
La historia de los manuscritos es muy antigua y constituye parte fundamental de las grandes culturas. Su misión era transmitir conocimientos, relatos o creencias a sus coetáneos, a las siguientes generaciones o a otras culturas. Los escribas del Antiguo Egipto están entre los más antiguos creadores de manuscritos. El fragmento más antiguo de papiro se descubrió en la tumba de Hemaka, alto oficial del faraón Den (2914-2867 a. C.), en la necrópolis de Saqqara, aunque no han perdurado los posibles signos jeroglíficos escritos en él.

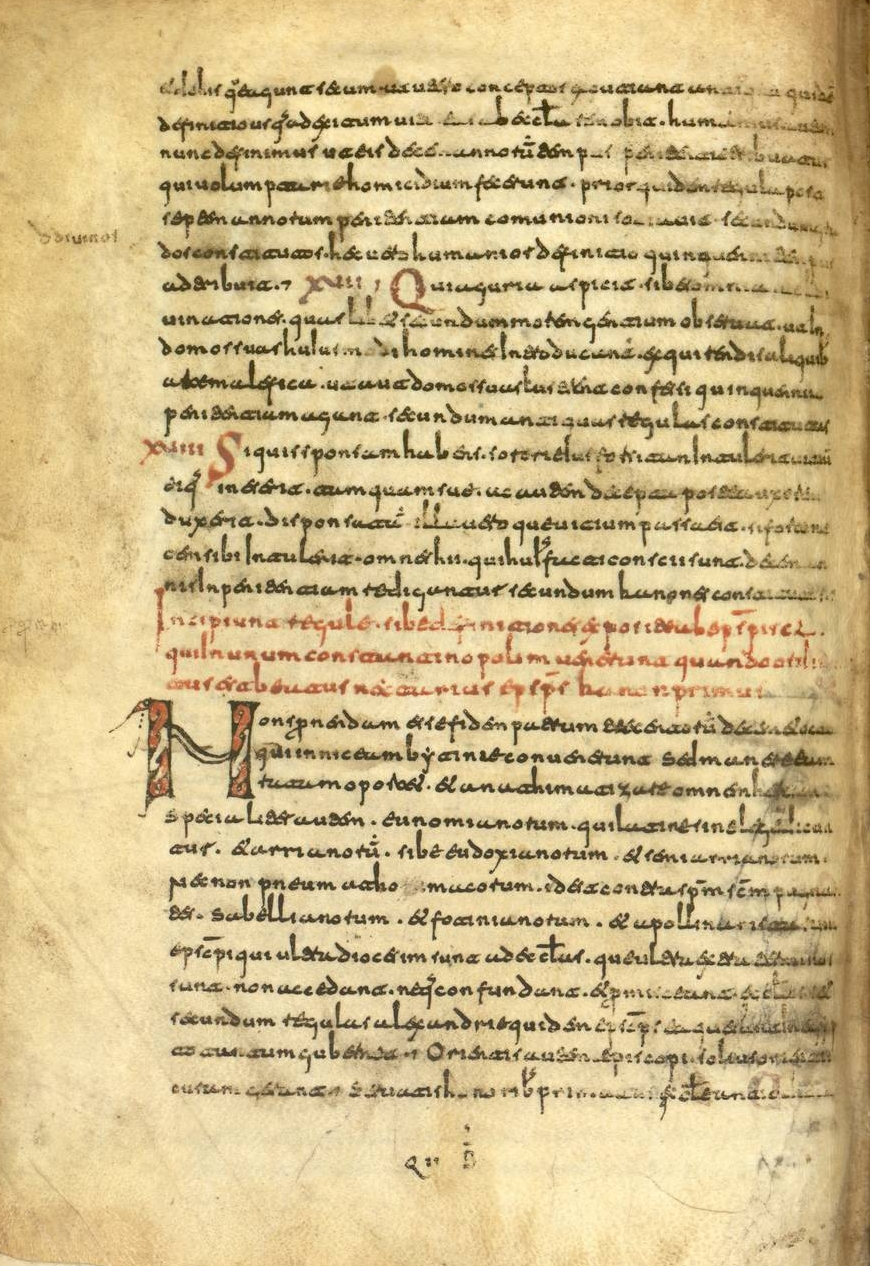
Fragmenta canonica, f. 15 v. (siglos viii-ix). Códice 44 de la Real Academia de la Historia procedente del monasterio de San Millán de la Cogolla. Letra visigótica. Pergamino 28 × 21 cm. En la línea 17, miniado en rojo, comienza un íncipit que reza: Incipiunt regule sibe definitiones exposite ab episcopis CL / qui in unum Constantinopolim uenerunt… En la 20 una N capitular, comienzo de Non spernendam esse fidem…

En el siglo III se aplica por vez primera el término en latín manuscriptum para designar el carácter "auténtico" o "autógrafo" de un documento. Los humanistas de los siglos siglo XV y siglo XVI destinaron la palabra libri para referirse a lo que nosotros entendemos por manuscritos en la actualidad.
Los manuscritos más antiguos y auténticos de autores clásicos se hicieron sobre el papiro. Este material no era resistente para soportar el paso del tiempo y han desaparecido casi todas las obras escritas en esta materia.
Por la inconsistencia y la escasez del papiro, se inventó el pergamino en Pérgamo durante los tiempos de Ptolomeo II. Gracias a los materiales con los que se fabricaba este instrumento (piel de cordero, vaca o cabra), era más resistente y, en vez de enrollarlo en tiras, se podía plegar en códices, similar a los libros que tenemos hoy en día.
Los copistas y amanuenses se encargaron de la corrección de los códices, ellos arreglaban los manuscritos según sus conocimientos e intuiciones, y se fueron apartando cada vez más del original cuando se multiplicaron las copias.

### Edad Media
En la época medieval, los monjes fueron los mayores productores y copistas de manuscritos (hoy llamados códices) en Occidente, la mayoría de temas religiosos; ellos trabajaban en el scriptorium. 

### Época moderna
A mediados del siglo siglo XV el invento de la imprenta por Johannes Gutenberg hizo que los manuscritos no fueran la única forma de documento escrito, distinguiéndose desde entonces entre documentos y libros manuscritos e impresos. El término manuscrito acabó designando también los testimonios autógrafos de autores importantes o famosos.
Algunos estudios del siglo siglo XIX, entre los que se encuentran los escritos del Abate Flandrin y de su discípulo Jean Hippolyte Michon, trataron de identificar la personalidad analizando el trazado de los caracteres manuscritos, naciendo de esta forma la grafología.

### Época contemporánea
Nuevos inventos, como las máquinas de escribir o la impresión ófset, supusieron un gran avance en la reproducción de textos. Los teclados digitales, vinculados a la reproducción electrónica de los textos (en pantallas de computadoras, telefonía móvil, celulares, etc.), han dejado el uso de la escritura manuscrita solamente para tareas escolares, personales (anotaciones) o algunas comunicaciones privadas (cartas, postales), siendo la firma el último vestigio de dicha escritura manuscrita.

## Formato de presentación
Los manuscritos pueden presentar diferentes formatos, de los cuales el más simple es una hoja o lámina. Puede componerse de varias hojas «cosidas», que se denomina libro o códice. En la antigüedad se utilizó el rollo de papiro, formado por varias hojas llamadas plagulae, pegadas entre sí y enrolladas sobre un cilindro de madera o hueso. También se utilizaron rollos de pergamino, con las pieles cosidas entre sí, como los célebres Rollos del Mar Muerto.
Los más antiguos son los manuscritos sobre papiro y pergamino. Excepto los manuscritos egipcios, ninguno de ellos se remonta más allá del siglo siglo II de nuestra era. Los manuscritos sobre papel de algodón o seda (charta bombycina) fueron muy usados desde el siglo siglo VIII al siglo XIV. Los que están sobre papel de hilo datan como mucho de principios del siglo siglo XIII. Durante la Edad Media, se escribieron muchos libros sobre pergaminos arrancados de antiguos manuscritos y rascados. Se les da el nombre de palimpsestos.
El uso de esta forma antigua de transmisión de la información ha dado lugar en la actualidad a una rama de la arqueología denominada paleografía, encargada de reconocer la procedencia y el contenido de ciertos manuscritos.

## Caligrafía
El arte de escribir se denomina caligrafía y está íntimamente relacionado con los manuscritos; es muy posible que la invención de la imprenta hiciera que algunas de estas grafías fueran desapareciendo debido a su desuso (es el caso del Sütterlin en Alemania). En otros idiomas la caligrafía se ha convertido en un elemento esencial de su cultura; estos idiomas son: la Caligrafía árabe, que en idioma árabe, فن الخط fann al-jatt, significa «arte de la línea»; la Caligrafía china, o 書法 shūfǎ, en la que los ideogramas pueden ser trazados según cinco estilos históricos. Normalmente todos son realizados con pincel y tinta. Estos estilos están ligados intrínsecamente a la historia de la escritura china, Caligrafía japonesa y Shodou que se considera un arte y una disciplina muy difícil de perfeccionar, y se enseña como una materia más a los niños japoneses durante su educación elemental.

## Bibliotecas
Los recintos acondicionados donde se conservan los manuscritos antiguos suelen ser las bibliotecas. Las bibliotecas donde más manuscritos se encuentran son:

### Reino Unido
- British Library en Londres.
- Bodleian Library ubicada en Oxford.

### Francia
- Biblioteca Nacional de París.

### España
- Biblioteca Nacional de España.
- Biblioteca de El Escorial.
- Bibliotecta del Palacio Real, en Madrid.

### Italia
- Biblioteca Vaticana.
- Biblioteca Laurenciana, en Florencia.
- Biblioteca Ambrosiana, en Milán.
- Biblioteca San Marcos, en Venecia.
- Biblioteca Real de Nápoles.

### Alemania
- Biblioteca de Viena.
- Biblioteca de Múnich.
- Biblioteca de Núremberg.
- Biblioteca de Leipzig.
- Biblioteca de Wittemberg.
- Biblioteca de Breslau.
- Biblioteca de Gotinga.
- Biblioteca Estatal de Berlín.
- Biblioteca de Wolfenbüttel.
- Biblioteca Batthyaneum.

### Otros países
- Instituto Mashtóts de investigaciones sobre los manuscritos antiguos (Ereván, Armenia).
- The European Library en La Haya.
- Beinecke Rare Book Library perteneciente a la Universidad de Yale (New Haven, Estados Unidos).

### Antiguas bibliotecas
- Biblioteca de Alejandría. Fue en su momento la más grande del mundo. Se estima que fue fundada a comienzo del siglo iii a. C. por Ptolomeo I y que llegó a albergar hasta 900 000 volúmenes, todos ellos manuscritos.

## Los manuscritos ilustrados

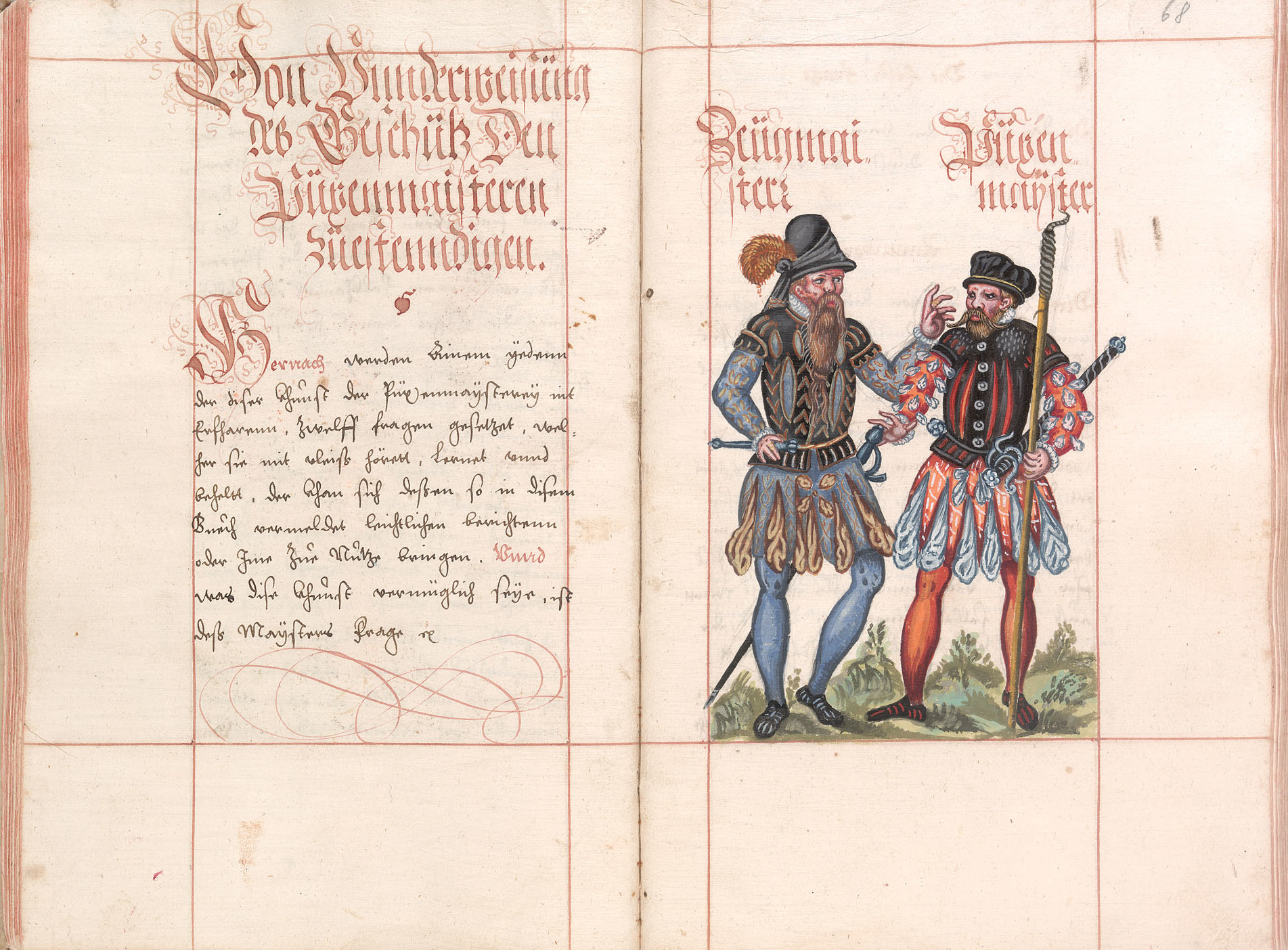
Ejemplo de libro ilustrado: Feuerbuch (libro sobre explosivos), de 1584, MS Codex 0109, fol. 67v-68r, tinta y témpera sobre pergamino, 307 × 199 mm.

El arte de pintar miniaturas y de ilustrar los libros tuvo un papel relevante en el desarrollo de las pinturas románica y gótica, así como en otras etapas de la Historia de la Pintura.
Los grandes nombres del arte de las miniaturas y los libros ilustrados están vinculados a los talleres de ilustradores franceses o flamencos como: Jean de Poucelle, Jaquemart de Hesdin, los hermanos Limbourg; o a pintores toscanos como Simone Martín y otros. Durante la etapa de la pintura gótica, los libros son obras que facilitan el intercambio cultural y consecuentemente la difusión de las corrientes artísticas por las Cortes y otros centros artísticos de toda Europa. Son justamente destacados libros como el Breviario de Felipe el Hermoso, el Salterio de San Luís, el Salterio de la Reina Mary y el libro de Las muy Ricas Horas del Duque de Berry de los hermanos Limbourg.
- En España, los manuscritos ilustrados más antiguos datan del siglo XI en el primer románico, son la Biblia de Ripoll procedente del Monasterio de Ripoll y la Biblia de san Pedro de Rodas procedente del antiguo Monasterio de san Pedro de Rodas, ambos monasterios se hallan en Cataluña, pero los libros actualmente están: el primero en la Biblioteca Vaticana y el segundo en la Biblioteca Nacional de Francia.

Otros libros ilustrados procedentes de los antiguos reinos de la península ibérica son:
- El Libro de los testamentos góticos de la catedral de Oviedo, fechado en el siglo XII, con extraordinarias miniaturas dibujadas a toda página, con una completa gama de colores y abundantes añadidos de oro y plata.
- La colección de Códices de las obras de Alfonso X el Sabio, repletas de escenas narrativas sobre temas variados constituyen un valioso testimonio de su época.

## Manuscritos Ilustres
- Manuscritos del Mar Muerto, también denominados Rollos de Qumrán (llamado así por hallarse los primeros rollos en una gruta situada en Qumrán, a orillas del Mar Muerto) es una colección de casi 800 textos de origen judío, escritos en hebreo y arameo.
- Codex Alexandrinus, un manuscrito del siglo v de la Biblia Griega que contiene la mayor parte de la Septuaginta y del Nuevo Testamento.
- Codex Gigas, también denominado La Biblia del Diablo, corresponde a un manuscrito elaborado en el siglo xii y considerado en esa época como la «octava maravilla del mundo», debido a su impresionante tamaño (92 × 50,5 × 22 cm), con 624 páginas, y 75 kg de peso.
- Manuscrito de Kesos, el primer escrito en lengua romance del Reino de León, en 959.
- Los Evangelios de Lindisfarne, un manuscrito en latín con abundantes miniaturas que contiene los evangelios de Mateo, Marcos, Lucas y Juan.
- Codex Aureus de Lorsch, también conocido como el Lorsch Gospels, escrito entre 778 y 820 durante el reinado de Carlomagno. Estuvo localizado por primera vez en la Abadía de Lorsch en Alemania; denominado en el catálogo de la abadía Evangelium scriptum cum auro pictum habens tabulas eburneas. Fue compilado en 830 bajo el abad Adelung. Fue llamado el Codex Aureus Laurensius, por las letras de oro del manuscrito y su localización en Lorsch.
- Manuscrito Voynich, un libro manuscrito ilustrado de contenido desconocido, escrito hace alrededor de 500 años por un autor anónimo en un alfabeto no identificado y un idioma incomprensible.

### Beatos
- Beato de Liébana: Un manuscrito miniado elaborado por un monje que vivió en el monasterio de Liebana. Allí fue donde escribió los Comentarios al Apocalipsis de San Juan, en el año 776. Diez años después, en 786, redacta la versión definitiva.

### Libros de Horas
- Las muy ricas horas del Duque de Berry, un manuscrito con amplias ilustraciones, que contiene plegarias para ser recitadas por los fieles laicos en cada una de las horas canónicas del día.